# Yamatoperiode

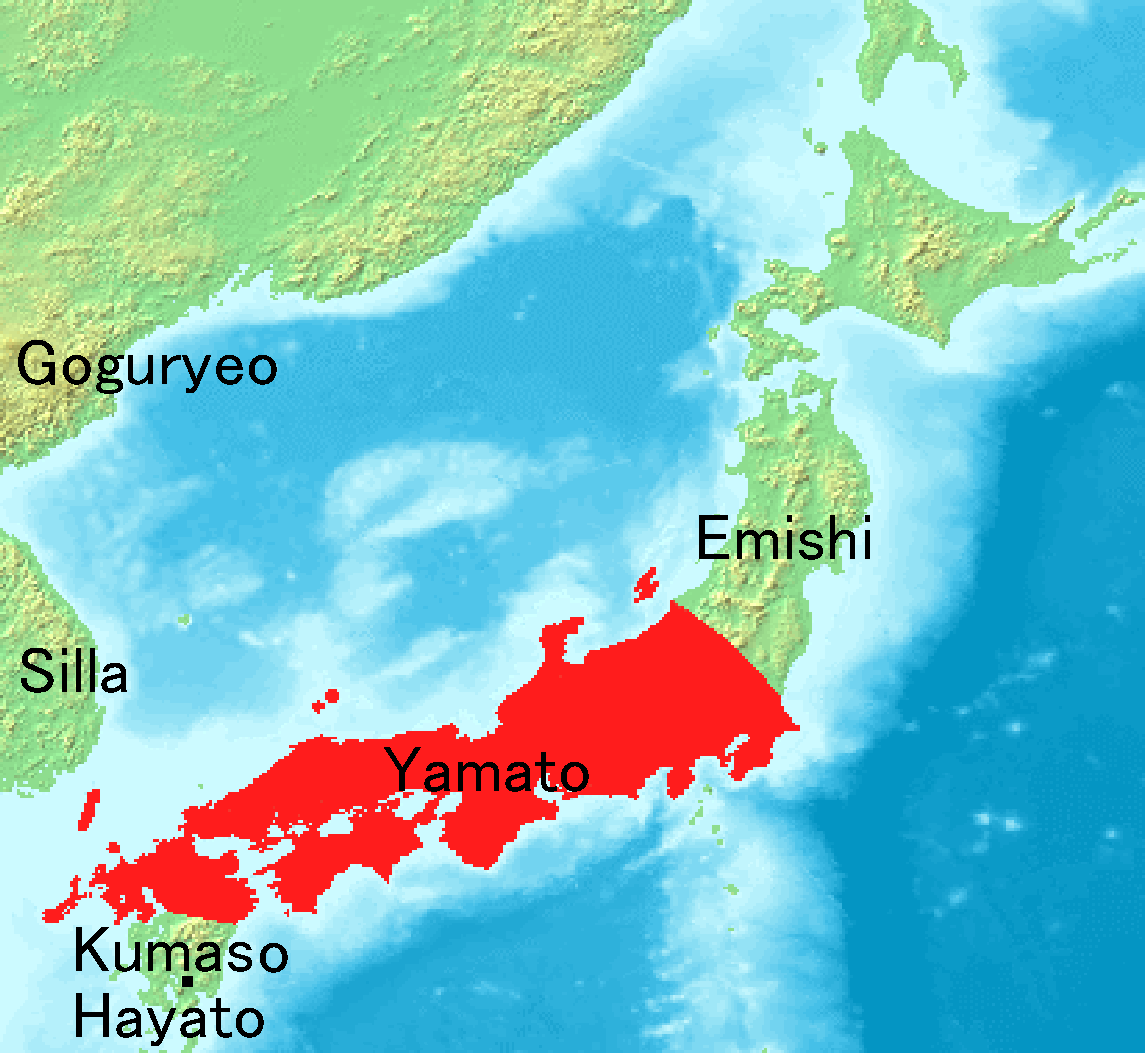
Yamato in de 7de eeuw

De Yamato-periode (Japans: 大和時代, Yamato-jidai) was de periode in de Japanse geschiedenis vanaf de opkomst van het latere centrale gezag (rond 250) tot aan de vestiging van een definitieve hoofdstad in Heijo (Nara) in 710. Het is genoemd naar het rivierdal waar de keizers aanvankelijk hun rijk hadden. De periode omvat twee kleinere periodes: de Kofunperiode (300-538) en de Asukaperiode (538-710)
Japan was oorspronkelijk onderverdeeld in uji, een soort clans. Deze uji vormden in de loop van de tijd confederaties, de kuni. Yamato was waarschijnlijk oorspronkelijk een van deze kuni, maar wist zich, waarschijnlijk via allianties, op te werken tot een soort leider in een federatie van kuni. Rond 500 strekte het Yamato-rijk zich uit van Kyushu tot de Kanto; alleen zuidelijk Kyushu en Tohoku in het noorden bleven buiten de invloed van Yamato.
Japan was al vroeg ook buiten de landsgrenzen actief. Koreaanse bronnen geven aan dat in het laatste decennium van de vierde eeuw Wa (Japan), Kaya (een kleiner Koreaans rijk) en Paekche samen tegen Koguryo streden. Of dit Wa een regionaal rijk uit Kyushu is of reeds de Yamato-leiders, is onduidelijk. Tussen 400 en 407 versloeg echter Gwanggaeto van Koguryo zijn tegenstanders, en werd het de belangrijkste macht in Korea. Rond 450 vonden hernieuwde Japanse acties in Korea plaats, maar in 475 versloeg Koguryo de alliantie opnieuw. Dit beëindigde de Japanse invloed in Korea, maar Koreaanse vluchtelingen versterkten de Japanse cultuur. Een belangrijke invloed was het boeddhisme dat in 538 of 552 vanuit Paekche in Japan werd ingevoerd.
De eerste geschiedenis van het Yamatorijk is weinig of niets bekend, maar vanaf de tijd van Ojin en Nintoku komt er meer duidelijkheid. Een breuk in de dynastie lijkt te hebben plaatsgevonden na de dood van keizer Muretsu (traditionele datum 506). Hij had geen opvolger, en de diverse aristocratische families kozen een nieuwe keizer, Keitai, die hoogstens in de verte aan zijn voorganger verwant was.
Keitai probeerde de macht van de keizer uit te breiden, ten koste van de tot dan toe grotendeels onafhankelijke kuni. Hiervan profiteerde de Soga-familie, die de hierdoor belangrijker wordende post van hoofd van de keizerlijke fiscale afdeling in hun bezit hadden. Andere machtige families probeerden de Soga uit te schakelen, maar de Soga wonnen en in 592 werd keizerin Suiko op de troon gezet met Shotoku als regent. Beiden waren lid van de keizerlijke familie, maar waren van moederskant met de Soga verwant. De Soga behoorden tot de eerste boeddhistische families in Japan, en Shotoku en de Soga begonnen fanatiek met de invoering van het boeddhisme en diverse elementen van het Chinese bestuurssysteem.
In 645 werd een anti-Soga staatsgreep gepleegd, en prins Naka no Ōe (de latere keizer Tenji) en de edelman Nakatomi no Kamatari werden de nieuwe leiders. Ze zetten de Soga-politiek van sinificatie en bevordering van het boeddhisme voort, zelfs zozeer dat deze periode bekendstaat als de Taika-hervormingen. Uiteindelijk groeide de verdergaande centralisatie in de 8e eeuw uit tot het ritsuryo-systeem.